# Saukville
Saukville is een plaats (village) in de Amerikaanse staat Wisconsin, en valt bestuurlijk gezien onder Ozaukee County.

## Demografie
Bij de volkstelling in 2000 werd het aantal inwoners vastgesteld op 4068. In 2006 is het aantal inwoners door het United States Census Bureau geschat op 4306, een stijging van 238 (5,9%).
Het gemiddelde inkomen per huishouden in Saukville was $53.159 en het gemiddelde inkomen per familie was $62.436. Mannen hadden en inkomen van $41.625 en vrouwen $28.583. Het inkomen per hoofd van de plaats was $22.035. Ongeveer 1,4% van de families en 3,1% van de bevolking was onder de armoedegrens, waarvan 3,4% onder de 18 jaar en 9,5% boven de 65 jaar.

## Geografie
Volgens het United States Census Bureau beslaat de plaats een oppervlakte van 7,8 km², waarvan 7,7 km² land en 0,1 km² water.

## Plaatsen in de nabije omgeving
De onderstaande figuur toont nabijgelegen plaatsen in een straal van 12 km rond Saukville.